# Ruben Gado
Ruben Gado (Saint-Denis, 13 dicembre 1993) è un multiplista francese.

## Palmarès
| Anno | Manifestazione           | Sede       | Evento    | Risultato | Prestazione | Note |
| ---- | ------------------------ | ---------- | --------- | --------- | ----------- | ---- |
| 2012 | Mondiali juniores        | Barcellona | Decathlon | 7º        | 7 498 p.    |      |
| 2015 | Europei U23              | Tallinn    | Decathlon | dnf       | dnf         |      |
| 2017 | Giochi della Francofonia | Abidjan    | Decathlon | Argento   | 7 839 p.    |      |
| 2018 | Mondiali indoor          | Birmingham | Eptathlon | 7º        | 5 927 p.    |      |
| 2018 | Europei                  | Berlino    | Decathlon | 17º       | 7 137 p.    |      |

## Altre competizioni internazionali
2017
- Bronzo in Coppa Europa di prove multiple ( Tallinn), decathlon - 7 548 p.